# Penny Lane (directora de cinema)
Penny Lane (nascuda el 6 de març de 1978) és una cineasta independent estatunidenca, coneguda pels seus documentals. El seu humor i el seu enfocament poc convencional de la forma documental, inclòs l'ús d'imatges d'arxiu en Súper-8 i vídeos de YouTube, li han merescut el reconeixement de la crítica.
Lane és membre de l'Acadèmia de les Arts i les Ciències Cinematogràfiques.

## Vida i carrera
Lane va néixer a Lynn (Massachusetts). Va rebre un AB en Estudis de Cultura i Mitjans de Comunicació Americana al Vassar College el 2001 i un MFA en Integrated Electronic Arts al Rensselaer Polytechnic Institute el 2005. Ha ensenyat cinema, vídeo i art dels nous mitjans a Bard College, Hampshire College, Williams College i Universitat Colgate.
Lane es va interessar pel cinema i el videoart mentre treballava al Children's Media Project, un centre de mitjans de comunicació juvenil sense ànim de lucre a Poughkeepsie (Nova York). Des de l'any 2002, ha realitzat més d'una dotzena de curtmetratges experimentals que abasten el món del videoart i el documental, inclosos The Abortion Diaries, The Voyagers, Just Add Water i Normal Appearances. Molts dels seus curtmetratges són recollits i distribuïts per VTAPE.
El 2013, Lane va estrenar el seu primer llargmetratge Our Nixon. El documental d'arxiu que inclou les pel·lícules domèstiques mai vistes dels empleats de Nixon es va estrenar al 42è Festival Internacional de Cinema de Rotterdam el 2013, es va estrenar als EUA a SXSW i va ser seleccionada com a pel·lícula de la nit de cloenda a New Directors/New Films. Va obtenir un gran reconeixement de la crítica i nombrosos premis en festivals de cinema al Festival Internacional de Cinema de Seattle, Festival de Cinema d'Ann Arbor, Nantucket Film Festival, i Traverse City Film Festival.
El 2016, el seu segon llargmetratge com a directora Nuts! un documental experimental majoritàriament animat sobre l’estafador i xarlatà, John Brinkley, es va estrenar mundialment al Festival de Cinema de Sundance, on va guanyar el premi especial del jurat per al muntatge.
Lane també va llançar un projecte acompanyant de Nuts!, anomenat Notes on Nuts!, una base de dades de "notes al peu" de la pel·lícula en la qual detalla més de 300 casos de manipulació, edició complicada i invencions directes contingudes amb la història "principalment certa" de la pel·lícula. Lane va escriure que el lloc web "porta la provocació de la pel·lícula molt més enllà en participar en una mena d'honestedat radical sobre tots els trucs, manipulacions i mentides rotundes a la meva pel·lícula, amb la idea que, fent-ho, podria ampliar-me a partir d'aquest cas d’estudi (és cert que és molt estrany!) per instigar una conversa completament nova: què passaria si els cineastes de documentals comencessin a utilitzar regularment notes a peu de pàgina?"
Lane va tornar a Sundance el 2019 per estrenar el seu quart documental Hail Satan?, sobre el naixement i el ràpid ascens del Temple satànic.
El 2017, Lane va ser admesa a l'Acadèmia de les Arts i les Ciències Cinematogràfiques.
El 2016, Lane va descobrir que el Festival de Cinema de Tribeca tenia previst projectar Vaxxed, un documental contra les vacunacions dirigit per Andrew Wakefield. Va escriure una carta oberta molt citada al festival, publicada originalment a Facebook i posteriorment publicada a Filmmaker Magazine, en què va demanar al festival que la retirés la pel·lícula de la seva programació. A la carta que va escriure, "el problema no és que Vaxxed sigui controvertida, ni tan sols que sigui enganyosa. Sincerament, considero que un gran nombre de documentals populars i ben fets són bastant enganyosos. El problema és que és la desinformació perillosa està legitimada sota la bandera del vostre considerable prestigi." Després de la controvèrsia posterior, el Festival de Cinema de Tribeca finalment va eliminar la pel·lícula de la seva programació.

## Aclamació de la crítica
Els crítics sovint han assenyalat l'ús de l'humor de Lane i l'enfocament únic de la forma del documental.
La revista Filmmaker va nomenar Lane com una de les "25 noves cares del cinema independent" el 2012. Ella Taylor de NPR va descriure Lane com "una de les nostres principals cronistes del «bizarro americana»". El conservador en cap del Museum of the Moving Image David Schwartz va organitzar la seva primera gran retrospectiva el 2018, escrivint "en els darrers anys, Penny Lane s'ha convertit ràpidament com una important realitzadora de documentals". Ann Hornaday va escriure que Lane "podria ser l'historiador social més atractiu del documental," mentre que Chris Plante va escriure a The Verge el 2016, "Lane és la resposta a una pregunta que més gent hauria de fer-se: qui és el gran documentalista d'aquesta generació?"

## Llargmetratges

### Our Nixon
Brian Frye va presentar Lane pel·lícules súper-8  casolanes confiscades per l'FBI durant la investigació de l'escàndol Watergate. Les imatges d'arxiu que van inspirar Lane i Frye es van convertir en la base de la pel·lícula de no-ficció estrenada el 2013 Our Nixon, dirigida per Lane i coproduïda per Frye.
El documental representa un retrat únic de Richard Nixon i els seus ajudants més propers, el cap de gabinet H.R. Haldeman, l’assessor d'afers interns John Ehrlichman, i l’assistent especial Dwight Chapin. La pel·lícula conté imatges de 26 hores de pel·lícules casolanes de súper-8 filmades per Haldeman, Ehrlichman i Chapin, així com notícies rellevants i entrevistes. Entre nombroses pel·lícules sobre l'era de Nixon i Watergate, Our Nixon destaca per la seva perspectiva íntima i distinta i l'elecció estilitzada de l'edició d'arxiu.
Our Nixon es va estrenar en el 42è Festival Internacional de Cinema de Rotterdam i la seva estrena nord-americana el 2013 South by Southwest. La pel·lícula es va projectar a diversos festivals de cinema, inclòs el Festival de Cinema d'Ann Arbor, on va guanyar el premi Ken Burns per "El millor del festival", i al Festival Internacional de Cinema de Seattle, on va guanyar el premi al millor documental. Our Nixon va ser seleccionada com a pel·lícula de la nit de cloenda a la 42a New Directors/New Films. L'1 d'agost de 2013, CNN va emetre la pel·lícula i Cinedigm va gestionar l'estrena a les sales de la pel·lícula.
The Wall Street Journal va escriure que "la visió molt personal dels anys de Nixon és, per raons òbvies, trista i esfereïdora, una pel·lícula que, tanmateix, està plena d'esperit, humor i un gran sentit de la ironia". Amy Entelis, vicepresidenta sènior de desenvolupament de CNN Worldwide, va elogiar la pel·lícula pel seu "material original" i narració "no convencional".

### Nuts!
Després de trobar-se amb Charlatan, una biografia autoritzada escrita per Pope Brock, a la seva biblioteca pública local el 2009, Lane va desenvolupar un interès per John Romulus Brinkley, un metge que va intentar curar la impotència mitjançant el trasplantament de testicles de cabra el 1917. El documental experimental Nuts! consta principalment d'animació, recreacions i narració expressades pels dos actors i el mateix Brinkley. "La història de Brinkley no es presenta com l'objecte d'una mirada neutra de no-ficció, sinó com l'oportunitat per als espectadors de lluitar activament amb els problemes ètics i epistemològics centrals de la forma narrativa de no-ficció", va escriure Lane a la pàgina d'inici de NUTS!
Nuts! es va estrenar al Festival de Cinema de Sundance de 2016 el 22 de gener de 2016 i va guanyar el premi especial del jurat per al muntatge al concurs de documentals dels EUA del festival. El documental es va estrenar a les sales el 22 de juny de 2016 al Film Forum de Nova York.
Rolling Stone named Nuts! va nomenar Nuts! una de les 12 millors pel·lícules que van veure a Sundance el 2016, dient que "el fet que tot sigui cert no va impedir que la pel·lícula de Lane acabés amb el millor gir del festival d'enguany."

### The Pain of Others
El tercer llargmetratge documental de Lane The Pain of Others (2018), un documental d'arxiu sobre la controvertida malaltia coneguda com Morgellons, es va estrenar mundialment al Festival Internacional de Cinema de Rotterdam i més tard es va projectar. al BAMcinemaFest, al Festival de Cinema de Maryland i Sheffield Doc/Fest. La pel·lícula està composta íntegrament per vlogs de YouTube i no respon a la pregunta científica de les causes fisiològiques de Morgellons; més aviat, se centra en la necessitat de proximitat humana i el patiment inexplicable dels vloggers, així com en els aspectes formals i específics de les qualitats emocionals de l'època YouTube. Lane ha descrit la pel·lícula com a "terror corporal de YouTube", i un "treball d'arqueologia dels mitjans" que fa les preguntes: "Quan els metges us desnonen, a qui recorreu per demanar ajuda? Quan el patiment no té explicació, què s'afanya a omplir el buit? Com es difon la informació falsa a Internet? Si es forma una comunitat solidària i amorosa al voltant d'una il·lusió compartida, pot ser una bona cosa? Què fas davant el dolor d'una altra persona si creus que el dolor prové d'una il·lisió?" Lane es va inspirar per fer la pel·lícula llegint un assaig de 2013 a la revista Harpers Magazine de Leslie Jamison que descrivia el fenomen.

### Hail Satan?
Un examen dels orígens de Temple satànic i la seva marca d'activisme de base. El documental es va estrenar al Festival de Cinema de Sundance de 2019 i fou distribuït per Magnolia Pictures. Lane va descriure que l'edició de la pel·lícula es va produir en aproximadament sis mesos, "simultàniament amb la major part del rodatge".

### Listening to Kenny G
La pel·lícula de Lane sobre el músic Kenny G es va estrenar a HBO, com a part de la cadena 'Music Box', i als cinemes el 2 de desembre de 2021, i va ser una de les eleccions del crític Glenn Kenny a la seva ressenya del 2 de desembre al New York Times.

## Curtmetratges

### The Abortion Diaries(2005)
The Abortion Diaries és un curtmetratge documental estrenat l'any 2005 que Lane va completar com a projecte de tesi de MFA als iEAR Studios, el programa de postgrau en arts electròniques de Rensselaer Polytechnic Institute. El documental de 30 minuts va ser realitzat per uns 3.000 dòlars i dirigit i editat per Lane. Conté entrevistes íntimes a 12 dones que parlen amb franquesa sobre les seves experiències amb l'avortament. Els crítics han escrit sobre la pel·lícula, "[to]t i que el concepte és senzill, també és profundament radical" i ho va descriure com "de visió clara i sorprenentment convincent".
Part del procés d'investigació de Lane va ser investigar la història de les històries d'avortament als mitjans de comunicació populars estatunidencs (cinema i televisió) i compartir-la públicament en una línia de temps àmpliament consultada.
Lane va dir que va fer la pel·lícula per abordar una "bretxa generacional en el llenguatge" al voltant de l'avortament després d'haver avortat a 20 anys que es va trobar "horriblement aïllada" i sentint que les seves experiències no estaven representades en els mitjans de comunicació populars. "Em sentia culpable per no sentir-me culpable... Esperava que patiria molt. Com que no ho vaig fer, em vaig sentir com un monstre". Lane buscava "literalment per tot Internet" per obtenir consells que l'ajudessin a gestionar les seves emocions, però va trobar principalment literatura a favor de la vida disfressada de recursos imparcials sobre l'embaràs i llocs web favorables a l'elecció que no van oferir molt més enllà de les estadístiques. Va fer aquesta pel·lícula per corregir la manca de representació. i per "apropar-se a un problema divisiu i anar més enllà dels adhesius de para-xocs."
The Abortion Diaries va ser una pel·lícula feta per ella mateixa i autodistribuïda principalment pel mateix director. Es va convertir en una important eina d'organització i discussió, que es va presentar a centenars d'universitats, esglésies, centres comunitaris, soterranis i bars de tots els estats dels Estats Units. Va guanyar diversos premis, inclòs un Premi del Públic al Festival Internacional de Cinema de Drets Humans de Nova Orleans, Millor documental estudiantil al Festival de Cinema/Video de Carolina , i el premi “Spirit of Communication” de Choice USA.

### The Voyagers(2010)
The Voyagers és un documental experimental que explica la història del projecte de la NASA per llançar a l'espai el 1977 dues naus, cadascuna amb un discs de fonografia daurats que contenen una gran quantitat de cultura humana. Les sondes espacials Voyager 1 i Voyager 2 van ser pioneres en la investigació dels confins llunyans del Sistema Solar i continuen fent avançar més a l'espai exterior avui. En el procés d'ajuntar aquestes càpsules temporals de l'experiència humana, Carl Sagan i la directora creativa del projecte, Ann Druyan, es van enamorar. La seva història va arribar a orelles de Lane, que va crear una visió personal del seu propi casament, com una meditació sobre la naturalesa de l'amor en un univers incert.
Lane va dir que la pel·lícula és "un dia de Sant Valentí per a Carl Sagan i la manera com ell... encarna el lloc on l'escepticisme científic es troba amb l'admiració infantil i la meravella, l'alegria i l'optimisme". La fundadora de Brainpickings, Maria Popova, va descriure la pel·lícula com "un testimoni viu de la capacitat creativa de la cultura remix" i el crític Collin Souter la va descriure com "una bella pel·lícula, una que mai recorre a sentiments exagerats per fer una opinió sobre l'amor i el cosmos". El crític Andrew S. Allen va descriure la pel·lícula com "una història profunda sobre l'amor i la capacitat sense por de l'esperit humà admiració de la seva immensitat, somiar amb els seus misteris i albirar la seva complexitat incomprensible i, sabent quins triomfs i dolors de cor hi ha per davant, encara saltar amb valentia de cap."
The Voyagers va guanyar molts premis, com ara Millor pel·lícula d'assaig (curtmetratge de la setmana 2012), Millor pel·lícula (FLEX Film Festival 2011), Guanyador del concurs de curtmetratges Hammer to Nail (juliol de 2012). Menció d'honor, Disposable Film Festival (març de 2012), Menció d'honor, AFI FEST, Los Angeles (novembre de 2011) i Millor pel·lícula experimental, Festival de cinema de Nova Orleans, NOLA (octubre de 2011).

## Premis i honors
- Premi Creative Capital (2012)[69]
- Festival de Cinema de Sundance, premi especial del jurat per al muntatge(2016)[70]
- Premi Chicken & Egg Breakthrough (2017)[71]
- Premi Vanguard , San Francisco DocFest (2018)[72]
- Wexner Center for the Arts Artist Award (2017)[73]
- Sundance Institute Momentum Fellowship (2020)[74]